# Gehleniet

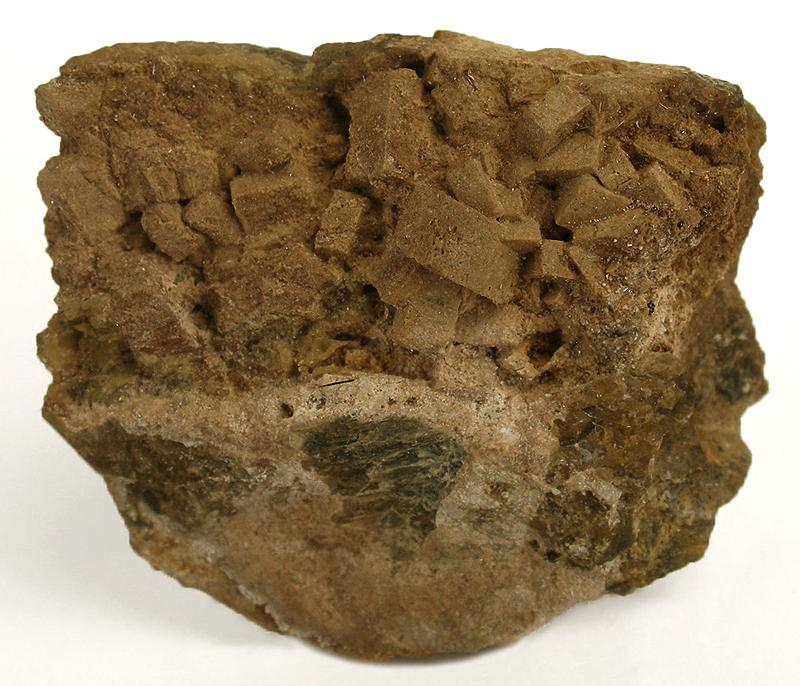
Gehleniet uit Italië

Het mineraal gehleniet is een calcium-aluminium-silicaat met de chemische formule Ca2Al2SiO7. Het behoort tot de groep van de sorosilicaten.

## Eigenschappen
Het kleurloze, groenige, gele of bruine gehleniet heeft een goede splijting langs kristalvlak [001]. Het kristalstelsel is kubisch, het mineraal heeft een glazige tot vettige glans en de streepkleur is wit. De gemiddelde dichtheid is 2,98 en de hardheid is 5 tot 6. Gehleniet is niet radioactief.

## Naamgeving
Het mineraal gehleniet is genoemd naar de Duitse scheikundige A.F. Gehlen (1775-1815).

## Voorkomen
Gehleniet is een veelvoorkomend contact-metamorf mineraal in kalksteen en de licht metamorfe variant ervan; travertijn. De typelocatie van gehleniet is Trentino (Italië).